# اولدنبورگ این هل‌اشتاین
شهر اولدنبورگ این هل‌اشتاین (به آلمانی: Oldenburg in Holstein) در ایالت اشلسویگ-هل‌اشتاین در کشور آلمان واقع شده‌است.